# Ласло, Магда
Магда Ласло (венг. László Magda; 1912 — 2 августа 2002) — венгерская оперная певица (меццо-сопрано) наиболее известная своими работами в операх XX века.

## Биография
Училась в Музыкальной академии Ференца Листа. Дебютировала в Будапештской опере в 1943 году в роли Елизаветы в вагнеровском «Тангейзере». Позднее там же пела партию Амелии в опере Верди «Симон Бокканегра». В 1946 году обосновалась в Италии, где начала выступать сначала дуэтом с пианистом Луиджи Кортезе, а затем в Римской опере и Ла Скале. Исполнила роль матери в радиопремьере «Узника» Даллапикколы в 1949 году, а затем и в первой её постановке во Флоренции в 1950 году. В последующие годы неоднократно исполняла сочинения Даллапикколы («Из греческой лирики», «К Матильде», «Слова Святого Павла» и др.), став одним из лучших его интерпретаторов. Также плодотворно сотрудничала с другими современными итальянскими композиторами (Малипьеро, Гедини, Луальди). Совместно с Германом Шерхеном записала ряд кантат Баха.

## Избранные оперные партии
- Мария — «Воццек» Берга
- Турандот — «Турандот» Бузони
- Изольда — «Тристан и Изольда» Вагнера
- Сента — «Летучий голландец» Вагнера
- Альцеста — «Альцеста» Глюка
- Мать — «Узник» Даллапикколы
- Поппея — «Коронация Поппеи» Монтеверди
- Дорабелла — «Так поступают все» Моцарта
- Крессида — «Троил и Крессида» Уолтона
- Дафна — «Дафна» Рихарда Штрауса